# Zevahim
El tractat Zevahim (en hebreu: זבחים) és el primer tractat de l'ordre de Kodaixim de la Mixnà, el Talmud i la Tosefta. Aquest tractat discuteix els temes relacionats amb el sistema de sacrificis del Temple de Jerusalem, és a dir, les lleis per a les ofrenes dels animals, i les condicions que les fan acceptables o no, com s'especifica en la Torà, principalment al llibre de Levític. El tractat té 14 capítols dividits en 101 versicles. Hi ha un comentari rabínic per aquest tractat al Talmud de Babilònia. No hi ha una Guemarà d'aquest tractat al Talmud de Jerusalem.